# 灰叶珍珠菜
灰叶珍珠菜（学名：Lysimachia glaucina）是报春花科珍珠菜属的植物，为中国的特有植物。分布于中国大陆的云南等地，生长于海拔2,000米至2,400米的地区，一般生于山谷林缘，目前尚未由人工引种栽培。